# Tejitu Daba
Tejitu Daba Chalchissa (arabisch تيجيتو دابا, * 20. August 1991) ist eine bahrainische Langstreckenläuferin äthiopischer Herkunft, die seit 2009 für Bahrain startberechtigt ist.

## Sportliche Laufbahn
Erste internationale Erfahrungen sammelte Tejitu Daba bei den Crosslauf-Weltmeisterschaften 2009 in Amman, bei denen sie nach 21:47 min auf den 23. Platz in der U20-Wertung gelangte. Anschließend siegte sie bei den Arabischen Meisterschaften in Damaskus in 16:27,66 min im 5000-Meter-Lauf sowie in 35:42,64 min auch über 10.000 Meter. Anfang November siegte sie dann auch bei den Hallenasienspielen in Hanoi in 9:32,65 min im 3000-Meter-Lauf und gewann dann bei den Asienmeisterschaften in Guangzhou in 16:05,45 min die Silbermedaille hinter der Chinesin Xue Fei und wurde über 10.000 Meter in 34:26,07 min Vierte. Bei den Crosslauf-Weltmeisterschaften 2010 in Bydgoszcz erreichte sie nach 19:14 min den zehnten Platz in der U20-Wertung und siegte anschließend bei den Arabischen Juniorenmeisterschaften in Kairo in 9:14,07 min über 3000 Meter sowie in 16:49,09 min auch im 5000-Meter-Lauf. Daraufhin siegte sie bei den Juniorenasienmeisterschaften in Hanoi in 16:21,30 min über 5000 Meter und wurde über die kürzere Distanz in 9:42,51 min Vierte. Bei den Juniorenweltmeisterschaften in Moncton belegte sie in 15:29,78 min bzw. 9:01,22 min die Plätze vier und fünf und klassierte sich dann beim Continentalcup in Split in 9:08,86 min auf dem fünften Platz über 3000 Meter, ehe sie bei den Asienspielen in Guangzhou in 32:21,29 min Rang sieben im 10.000-Meter-Lauf belegte. Bei den Crosslauf-Weltmeisterschaften 2011 in Punta Umbría erreichte sie nach 36:45 min Rang 27 in der Erwachsenenklasse und anschließend siegte sie bei den Asienmeisterschaften in Kōbe in 15:22,48 min über 5000 Meter und gewann bei den Militärweltspielen in Rio de Janeiro in 14:54,51 min die Silbermedaille hinter ihrer Landsfrau Shitaye Eshete. Bei den Weltmeisterschaften in Daegu belegte sie in 15:14,62 min den neunten Platz und gewann daraufhin bei den Arabischen Meisterschaften in al-Ain in 16:40,37 min die Bronzemedaille hinter Eshete und Alia Saeed Mohammed aus den Vereinigten Arabischen Emiraten. Mitte Dezember siegte sie bei den Arabischen Spielen in Doha in 33:09,18 min über 10.000 Meter und belegte über 5000 Meter in 16:55,10 min den sechsten Platz. Im Jahr darauf gewann sie bei den Hallenasienmeisterschaften in Hangzhou in 8:53,75 min die Bronzemedaille im 3000-Meter-Lauf hinter ihrer Landsfrau Eshete und Betlhem Desalegn aus den Vereinigten Arabischen Emiraten und schied daraufhin bei den Hallenweltmeisterschaften in Istanbul mit 9:15,96 min im Vorlauf aus. Über 5000 Meter schaffte sie in dieser Saison auch die Qualifikation für die Olympischen Spiele in London, bei denen sie dann mit 15:21,34 min im Finale auf Rang zwölf gelangte.
Bei den Crosslauf-Weltmeisterschaften 2013 in Bydgoszcz wurde sie nach 24:55 min Achte und sicherte sich in der Mannschaftswertung die Bronzemedaille hinter den Teams aus Kenia und Äthiopien. Anschließend gewann sie bei den Asienmeisterschaften in Pune in 15:38,63 min die Bronzemedaille hinter Betlhem Desalegn und Landsfrau Eshete, ehe sie bei den Weltmeisterschaften in Moskau mit 15:33,89 min auf den elften Platz gelangte. Im Jahr darauf wurde sie beim Continentalcup in Marrakesch Siebte über 5000 Meter und erreichte bei den Asienspielen im südkoreanischen Incheon über 10.000 Meter nicht das Ziel. Seitdem fokussiert sich Daba ausschließlich auf den Straßenlauf und startete zuerst über 10 km, ehe sie 2017 in 1:11:29 h beim Madrid Rock 'n' Roll Half Marathon siegte und beim Lille-Halbmarathon nach 1:08:21 h auf Rang drei einlief. Zudem nahm sie in diesem Jahr in Amsterdam erstmals an einem Marathon teil und erreichte dort nach 2:31:32 h Rang acht. 2018 siegte sie nach 1:08:36 h beim Barcelona-Halbmarathon und wurde beim Peking-Marathon in 2:28:50 h Vierte. Im Jahr darauf wurde sie beim Blackmores Sydney Marathon in 2:28:22 h Dritte und 2021 siegte sie in 1:16:43 h im Halbmarathon bei den Arabischen Meisterschaften in Radès und kam dann bei den Olympischen Spielen über die Marathondistanz nicht ins Ziel.

## Persönliche Bestzeiten
- 3000 Meter: 8:48,37 min, 12. Juni 2013 in Nijmegen
  - 3000 Meter (Halle): 8:53,75 min, 19. Februar 2012 in Hangzhou
- 5000 Meter: 15:05,59 min, 7. August 2012 in London
- 10.000 Meter: 32:21,29 min, 21. November 2010 in Guangzhou
- 10 Meilen: 52:34 min, 18. September 2016 in Amsterdam (Asienbestleistung)
- Halbmarathon: 1:08:21 h, 2. September 2017 in Lille
- Marathon: 2:28:22 h, 15. September 2019 in Sydney